# Heart Evangelista
Love Marie Payawal Ongpauco (14 de febrero de 1985, Manila), conocida artísticamente como Heart Evangelista. Es una actriz y cantante filipina. También defensora de los niños que son víctimas de enfermedades respiratorias donde ella es miembro de una fundación y también portavoz de la defensa de los animales miembro de la fundación Welfare Society (PAWS). Sus padres son Reynaldo y Cecilia Ongpauco, propietarios de una cadena de restaurantes que tiene sucursales nacionales e internacionales solo para magnates. Heart es la más joven de su familia, tiene un hermano y cuatro hermanas. Ella creció y estudió en la Escuela de Audubon en San Francisco, California en los Estados Unidos. Luego su familia retornó de nuevo a su país de origen, Filipinas, en sus primeros años y más adelante estudió en el Colegio San Agustín-Makati en la ciudad de Makati. Cuando ella entró en al mundo del espectáculo, continuó con su escuela secundaria mientras trabajaba en la cadena televisiva ABS-CBN. Recientemente se ha convertido del catolicismo al protestantismo, según la artista nació de nuevo al cristianismo. Evangelista fue descubierta por un agente comercial, cuando su hermana trabajaba en ese centro. Firmó con Star Magic (antes conocido como Centro de Talentos) y fue parte del Star lotes Circle 9. Su equipo fue conformado, con John Prats, alcanzando una enorme popularidad y actuó en varias películas como Ang Tanging Ina y My First Romance. Fue emparejada con Geoff Eigenmann, en el horario estelar de una telenovela titulada "Hiram" que también fue protagonizada por Kris Aquino, Dina Bonnevie, John Estrada y Anne Curtis, además ganó una nominación al Premio Estrella como Mejor Actriz por esta serie. También fue ganadora como la mejor personalidad femenina (Mejor Nueva Actriz y Mejor Actriz de TV Nuevo), en los Premios Estrella de Cine y los Premios Estrella de la televisión. Como cantante alcanzó el puesto número 18 en las listas de los veinte principales siendo relanzado con uno de sus grandes éxitos del estilo pop en Australia. Ha trabajado por tres años (2005-2008) y se centró principalmente en el recibimiento de conciertos, además renovó sus lazos con su madre, en la estación de ABS-CBN, bajo una base de proyecto con su gerente general, Angeli Pangilinan Valenciano. Terminó de grabar una serie de televisión basada en una película, titulada "Hiram na Mukha" y apareció brevemente en el filme titulado "Pangarap Na Bituin". También en estudios de grabación, grabó la canción bajo el título "Muntik Na kitang Minahal". Ahora es co-anfritriona de la Fashionistas, un nuevo espectáculo de estilo de vida conocido como, el By Heart, que es transmitido por la cadena televisva Q. Ha sido visto en su nuevo espectáculo en GMA Network, titulado "Sine Novela Presents: ngayon En Kailanman", junto con su compañero JC de Vera. 

## Televisión
| Año                | Título                                                        | Personaje                                  | Canal                               |
| 2009               | Sine Novela Presents: Ngayon At Kailanman                     | Ayra Noche-Torres                          | GMA Network                         |
| 2009               | Fashionistas By Heart                                         | Host                                       | Q-TV(sister company of GMA Network) |
| 2008-2009          | Luna Mystika                                                  | Luna Sagrado-Samaniego & Celestina Sagrado | GMA Network                         |
| 2008               | Dear Friend: Edison at Anna                                   | Anna                                       | GMA Network                         |
| 2008               | 24 Oras : Chika Minute                                        | part-time segment host                     | GMA Network                         |
| 2008               | Codename: Asero                                               | Emily San Juan                             | GMA Network                         |
| 2008*April-present | SOP Rules                                                     | Co-Host/Performer                          | GMA Network                         |
| 2008               | Your Song: Muntik Na Kitang Minahal (all Sundays of February) | Arah                                       | ABS-CBN                             |
| 2007               | Your Song: Sana Ngayong Pasko                                 | Melanie                                    | ABS-CBN                             |
| 2007               | Pangarap Na Bituin                                            | Cassie/Cassandra Salcedo                   | ABS-CBN                             |
| 2007               | Sineserye Presents: Hiram na Mukha                            | Carissa De Leon & Alicia Roldan            | ABS-CBN                             |
| 2007               | Maalaala Mo Kaya: Singsing                                    | Kaye Chua                                  | ABS-CBN                             |
| 2007               | Your Song: With You                                           | Aschelle                                   | ABS-CBN                             |
| 2006               | Your Song: Ngayong Gabi                                       | Missy                                      | ABS-CBN                             |
| 2006               | Philippine Idol                                               | Host                                       | ABC (TV5)                           |
| 2006               | Maalaala Mo Kaya: Lámpara                                     | Maricel                                    | ABS-CBN                             |
| 2006               | Your Song: Wish                                               | Ria                                        | ABS-CBN                             |
| 2006               | Close Up To Fame Season 2                                     | Host                                       | ABS-CBN                             |
| 2006               | Panday :Book 2                                                | Eden & Camia                               | ABS-CBN                             |
| 2005               | Panday :Book 1                                                | Eden                                       | ABS-CBN                             |
| 2005               | Maalaala Mo Kaya: Painting                                    | Emily Roxas                                | ABS-CBN                             |
| 2005               | Close Up To Fame Season 1                                     | Host                                       | ABS-CBN                             |
| 2004               | A.S.A.P. Fanatic                                              | Host                                       | ABS-CBN                             |
| 2004               | Hiram                                                         | Margaret Benipayo                          | ABS-CBN                             |
| 2003               | Maalaala Mo Kaya: Ferry Boat                                  | Danne                                      | ABS-CBN                             |
| 2003               | Ang Tanging Ina                                               | Portia/Por                                 | ABS-CBN                             |
| 2003               | Okay Fine Whatever                                            | Yoko                                       | ABS-CBN                             |
| 2003               | Maalaala Mo Kaya: Flat Tire                                   | Lei                                        | ABS-CBN                             |
| 2003               | Wansapanataym: Thumbgelina                                    | Liit/Laki / Angelina/Thumbgelina           | ABS-CBN                             |
| 2002               | Maalaala Mo Kaya: Sanggol                                     |                                            | ABS-CBN                             |
| 2002               | Berks                                                         | Gwyneth García                             | ABS-CBN                             |
| 2002               | Arriba Arriba                                                 | Monina Arriba                              | ABS-CBN                             |
| 2002-2007          | Myx                                                           | Vj Heart                                   | MYX/STUDIO 23                       |
| 2002-2006          | A.S.A.P.                                                      | Co-Host/Performer                          | ABS-CBN                             |
| 2002               | Da Pilya En Da Pilot                                          | Heart                                      | ABS-CBN                             |
| 2001               | Maalaala Mo Kaya: Exchange Gift                               | Irene Acosta                               | ABS-CBN                             |
| 2001               | Maalaala Mo Kaya: Burda                                       | Jenny Castaneda                            | ABS-CBN                             |
| 2001               | Da Body En Da Guard                                           | Heart                                      | ABS-CBN                             |
| 2001               | G-Mik                                                         | Missy Sandejas                             | ABS-CBN                             |

## Películas
| Año  | Título                              | Nombre de Caracteres              | Canal de Filmación   |
| TBA  | Tingala Sa Pugad (Indie Film)       | Ellyse                            | Low Light Day Films  |
| 2013 | Sa Dulo ng Ganti                    | Isabela                           | Cinema 5 Productions |
| 2008 | Ay Ayeng (Indie Film)               | Ayeng                             | Aloha Pearl Films    |
| 2004 | Bcuz Of U                           | Cara                              | Star Cinema          |
| 2003 | My First Romance (One Love Episode) | Jackie ( Jacqueline Grace Ocampo) | Star Cinema          |
| 2003 | Ang Tanging Ina                     | Portia/Por                        | Star Cinema          |
| 2002 | Jologs                              | Coffee Shop Passerby (Cameo Role) | Star Cinema          |
| 2001 | Trip                                | Faye                              | Star Cinema          |

## Premios y Protagonismo

### Mejor
| Año  | Organización                                                 | Categoría                                                      | Resultado |
| 2007 | PMPC Star Awards for Movies                                  | Female Face of the Night                                       | Won       |
| 2005 | PMPC Star Awards for Television                              | Best Actress for Hiram                                         | Nominee   |
| 2004 | FAMAS Awards                                                 | German Moreno Youth Achievement Award                          | Won       |
| 2004 | Guillermo Mendoza Memorial Scholarship Foundation            | Princess of RP Movies                                          | Won       |
| 2003 | Awit Awards                                                  | Best Performance by a New Female Artist (Love Has Come My Way) | Won       |
| 2003 | Asia Pacific Excellence & Handog Kay Ina Awards              | Youth Achiever for Arts & Entertainment                        | Won       |
| 2003 | Ivan Entertainment Productions: Circle of 10 Modeling Agency | Celebrity Endorser of the Year                                 | Won       |
| 2003 | Guillermo Mendoza Memorial Scholarship Foundation            | Most Popular Love Team of RP Movies (with John Prats)          | Won       |
| 2003 | Himig Handog Awards                                          | Album Platinum Award                                           | Won       |
| 2002 | Himig Handog Awards                                          | Listener's Choice Award (Love Has Come My Way)                 | Won       |
| 2002 | Himig Handog Awards                                          | Texter's Choice Award (Love Has Come My Way)                   | Won       |
| 2002 | PMPC Star Awards for Movies                                  | Best New Movie Actress for Trip                                | Won       |
| 2001 | PMPC Star Awards for Television                              | Best New TV Personality for G-Mik                              | Won       |

### Menor
| Año  | Organización                      | Categoría                                               | Resultado                    |
| 2009 | StyleBible.Ph                     | Style Star Readers' Choice: High Gloss                  | Rank #4/7                    |
| 2009 | StyleBible.Ph                     | Style Star Readers' Choice: Rear View                   | Won                          |
| 2009 | FHM Philippines                   | 100 Sexiest Women                                       | Rank #19                     |
| 2009 | StyleBible.Ph                     | Style Star Readers' Choice: Best In Barbie Pink         | Rank #3/7                    |
| 2009 | Mega Magazine                     | 10 Most Beautiful Women                                 | Rank #2                      |
| 2009 | SOP Kapuso Tag Awards             | Kapuso Female Fashionista                               | Won                          |
| 2009 | SOP Kapuso Tag Awards             | Kapuso Female Favorite                                  | Nominee                      |
| 2009 | StyleBible.Ph                     | Style Star Readers' Choice: Preview Summer Covers       | Nominee                      |
| 2008 | Starmometer Entertainment         | 100 Most Beautiful Filipina                             | Rank #7                      |
| 2008 | Starmometer Entertainment         | Cover Girl of the Year                                  | Included in Top 12 Finalists |
| 2008 | Yahoo Top Searches                | Most Searched Celebrity                                 | Included                     |
| 2008 | Seventeen Magazine Philippines    | Prettiest Celebs: Absolutely No Makeup                  | Included                     |
| 2008 | FHM Philippines                   | 100 Sexiest Women                                       | Rank #27                     |
| 2008 | MAXIM Philippines                 | Hot 100                                                 | Rank #27                     |
| 2008 | UNO Magazine                      | Real Hottest Girls                                      | Rank #9                      |
| 2007 | Starmometer Entertainment         | 100 Most Beautiful Filipina                             | Rank #16                     |
| 2007 | Yahoo Top Searches                | Most Searched Celebrity                                 | Included                     |
| 2007 | FHM Philippines                   | 100 Sexiest Women                                       | Rank #35                     |
| 2007 | MAXIM Philippines                 | Hot 100                                                 | Rank #15                     |
| 2007 | UNO Magazine                      | Real Hottest Girls                                      |                              |
| 2007 | Yes Magazine                      | 100 Most Beautiful Stars                                | Rank #7                      |
| 2006 | Starmometer Entertainment         | 100 Most Beautiful Filipina                             | Rank #9                      |
| 2006 | FHM Philippines                   | 100 Sexiest Women                                       | Rank #15                     |
| 2006 | Lifestyle Asia Magazine           | Most Eligible List                                      | Included                     |
| 2006 | Chalk Magazine: Uaap-Ncaa Issue   | Player's Picks: Top 10 Local Female Celebrity           | Rank #6                      |
| 2006 | Candy Magazine Rap Awards         | Prettiest Endorser                                      | Won                          |
| 2006 | Candy Magazine Rap Awards         | TV Couple of the Year (with Jericho Rosales for Panday) | Won                          |
| 2005 | Cosmopolitan Magazine Philippines | Top 5 Prettiest Faces                                   | Rank #3                      |
| 2005 | FHM Philippines                   | 100 Sexiest Women                                       | Rank #6                      |
| 2004 | FHM Philippines                   | 100 Sexiest Women                                       | Rank #16                     |
| 2004 | Candy Magazine Rap Awards         | Favorite Fashion Role Model                             | Won                          |
| 2003 | Candy Magazine Rap Awards         | Best Dressed Personality                                | Won                          |
| 2003 | Chalk Magazine                    | Top 5 Successful People of our Generation               | Rank #3                      |
| 2003 | FHM Philippines                   | 100 Sexiest Women                                       | Rank #12                     |
| 2002 | FHM Philippines                   | 100 Sexiest Women                                       | Rank #31 - New Entry         |

## Obra de Teatro
| Año  | Título                                      | caracteres de personajes |
| 2003 | Beauty and the Beast (Leprince de Beaumont) | Beauty                   |

## Video musical
| Año  | Título                          | Artista         |
| 2009 | Bahay Kubo                      | Hale            |
| 2007 | Tuwing Nakikita Ka              | Jericho Rosales |
| 2003 | Please Be Careful With My Heart |                 |
| 2003 | One                             |                 |
| 2002 | Love Has Come My Way            |                 |

## Discografía
| Año  | Álbum                   |
| 2005 | OPM Acoustic Hits 2     |
| 2004 | OPM Acoustic Hits       |
| 2003 | My First Romance OST    |
| 2003 | Heart                   |
| 2002 | Himig Handog Love Songs |